# Синегубко, Николай Иосифович
Николай Иосифович Синегубко (9 августа 1901 года, с. Новострельцовка, Старобельский уезд, Харьковская губерния — 24 ноября 1974 года, Севастополь) — советский военный деятель, генерал-майор (2 ноября 1944 года).

## Начальная биография
Николай Иосифович Синегубко родился 9 августа 1901 года селе Новострельцовка Старобельского уезда Харьковской губернии.
Работал конюхом на конном заводе в родном селе. Весной 1920 года завод вместе с рабочими был эвакуирован в Симферополь.

## Военная служба

### Довоенное время
1 сентября 1922 года призван в ряды РККА и направлен в 131-й стрелковый полк (44-я стрелковая дивизия, Украинский военный округ), в составе которого служил красноармейцем, командиром звена, отделенным командиром и ротным каптенармусом. В сентябре 1923 года направлен в Курскую пехотную школу, а по её расформировании в октябре того же года переведён в Ленинградскую пехотную школу имени Э. М. Склянского, по окончании которой в октябре 1926 года вернулся в 131-й стрелковый Таращанский полк, где назначен на должность командира взвода.
В ноябре 1931 года направлен на учёбу на курсы при Севастопольской школе зенитной артиллерии, после окончания которых в июле 1932 года вновь вернулся в полк, в составе которого служил начальником штаба батальона, начальником обозно-вещевого снабжения полка, командиром роты боевого обеспечения, командиром стрелковой роты и батальона.
В июле 1940 года капитан Н. И. Синегубко переведён в 45-ю стрелковую дивизию (Киевский военный округ) и назначен на должность командира батальона в составе 253-го стрелкового полка, а с ноября исполнял должность помощника командира 10-го стрелкового полка. В декабре того же года направлен на учёбу на курсы «Выстрел».

### Великая Отечественная война
После окончания курсов «Выстрел» майор Н. И. Синегубко 10 июля 1941 года назначен на должность командира 1011-го стрелкового полка в составе 292-й стрелковой дивизии, которая в августе включена в состав 52-й армии и заняла оборону на правом берегу реки Волхов. В период с 16 по 31 августа 1011-й стрелковый полк под командованием Н. И. Синегубко находился в составе 311-й стрелковой дивизии и вёл боевые действия на западном берегу Волхова в направлении на станции Ирса, Мягрич, Жар, в ходе которых понёс значительные потери.
В ноябре 1941 года Н. И. Синегубко назначен на должность командира 861-го стрелкового полка в составе 294-й стрелковой дивизии, ведшей оборонительные боевые действия по восточному берегу р. Чёрная на рубеже Гонтовая Липка, Гайтолово, Тортолово. 11 марта 1942 года был тяжело ранен, после чего лечился в госпитале.
После излечения в мае 1942 года назначен на должность командира 3-го стрелкового полка в составе 198-й стрелковой дивизии, которая вела наступательные боевые действия по овладению населённого пункта Липовик. 18 июля Н. И. Синегубко назначен на должность командира 372-й стрелковой дивизии, которая принимала участие в боевых действиях в районе Спасская Полисть и Мясной Бор и затем — в районе населённого пункта Гайтолово в ходе Синявинской наступательной операции. 28 сентября в районе Синявино подполковник Н. И. Синегубко был тяжело ранен, после чего лечился в госпитале.
После излечения 15 мая 1943 года назначен на должность заместителя командира 44-й стрелковой дивизии. 26 июля того же года направлен на учёбу на курсы усовершенствования высшего начальствующего состава при Высшей военной академии имени К. Е. Ворошилова, после окончания которых в ноябре 1943 года назначен на должность командира 29-й запасной стрелковой бригады (Архангельский военный округ, с января 1945 года — Беломорский военный округ).

### Послевоенная карьера
После окончания войны находился на прежней должности.
В декабре 1945 года генерал-майор Н. И. Синегубко назначен на должность командира 368-й стрелковой дивизии, после её расформирования в августе 1947 года переведён на должность заместителя начальника Управления боевой и физической подготовки Белорусского военного округа, а в феврале 1950 года — на должность командира 37-й отдельной гвардейской стрелковой бригады.
В апреле 1951 года направлен на учёбу на курсы усовершенствования командиров стрелковых дивизий при Военной академии имени М. В. Фрунзе, после окончания которых в июле 1952 года назначен командиром 4-й отдельной гвардейской стрелковой бригады (Киевский военный округ).
Генерал-майор Николай Иосифович Синегубко 31 марта 1953 года освобождён от занимаемой должности и направлен на лечение, а 18 июля того же года вышел в запас. Умер 24 ноября 1974 года в Севастополе.

## Награды
- Орден Ленина (06.11.1947);
- Три ордена Красного Знамени (07.02.1942, 03.11.1944, 20.04.1953);
- Медали.